# 琥珀の夢
『琥珀の夢』（こはくのゆめ）は、伊集院静の長編小説。『琥珀の夢 -- 小説、鳥井信治郎と末裔』と題し日本経済新聞に2016年7月1日から2017年9月5日まで連載、『琥珀の夢 小説 鳥井信治郎』（こはくのゆめ しょうせつ とりいしんじろう）と改題し集英社より2017年10月5日に上下巻で刊行された。日本初の国産ウイスキー造りに挑んだサントリー創業者・鳥井信治郎の生涯を描く。
『日経ドラマスペシャル 琥珀の夢』（にっけいドラマスペシャル こはくのゆめ）と題してテレビ東京・BSテレ東により2018年にテレビドラマ化された。

## 書誌情報
- 琥珀の夢 上 小説 鳥井信治郎（2017年10月5日、集英社、ISBN 978-4-08-771123-3）
- 琥珀の夢 下 小説 鳥井信治郎（2017年10月5日、集英社、ISBN 978-4-08-771124-0）
- 琥珀の夢 上 小説 鳥井信治郎（2020年6月19日、集英社文庫、ISBN 978-4-08-744121-5）
- 琥珀の夢 下 小説 鳥井信治郎（2020年6月19日、集英社文庫、ISBN 978-4-08-744122-2）

## テレビドラマ
『日経ドラマスペシャル 琥珀の夢』（にっけいドラマスペシャル こはくのゆめ）は、テレビ東京系にて2018年10月5日に放映されたスペシャルドラマである。
地上波未公開のディレクターズ・カットに出演者インタビュー、記者会見映像を加えた日経ドラマスペシャル『琥珀の夢 特別版』が、「BSテレ東4K放送スタート記念」としてBSテレ東およびBSテレ東4Kにて2018年12月1日の19時から21時48分に放送された。

### 解説
本作は伊集院静（作家）が、日本経済新聞に連載した新聞小説で、壽屋（現在のサントリー）を創業した鳥井信治郎の人生を描いた『琥珀の夢 小説 鳥井信治郎』が原作である。
本作では明治から昭和にかけて国産ウイスキー開発に心血を注いだ鳥井信治郎の人生をモデルに、ウイスキー造りという壮大な夢と新たな価値観を創造するひとりの男の人生をフィクションドラマという形で描き出すものである。

### 配役
- 鳴江萬治郎 - 内野聖陽[6]（幼少時代：渡邉蒼）
- 鳴江サト - 檀れい[7]
- 鳴江千惠藏 - 生瀬勝久[7]
- 松亀正行 - 山本耕史[8]
- 鳴江寿太郎 - 大東駿介[7]
- 中井大五郎 - 田口浩正[8]
- 西城常蔵 ‐ 前田旺志郎→猪野学
- ミドリ - 倉科カナ（特別出演）[8]
- 鳴江義兵衛 - 中村梅雀[7]
- 国生栄太郎 - 伊武雅刀[8]
- 大川与兵衛 - 市川左團次[8]
- 鳴江ちよ - 原田美枝子[7]
- 小南理助 - 西田敏行[8]
- 斉藤暁、温水洋一、坂田利夫、立枝歩、坂本三佳、中林大樹、千原せいじ、八十田勇一、玉置孝匡、原西孝幸、西村元貴、堀田茜、荒川ひなた、青山隼、村上かず、工藤綾乃　ほか
- ナレーション - 渡辺いっけい

### スタッフ
- 原作：伊集院静『琥珀の夢 小説 鳥井信治郎』（上・下）（集英社刊/日本経済新聞連載）
- 協力：サントリーホールディングス
- 脚本：森下直
- 監督：松田秀知
- 音楽：服部隆之
- 時代考証：山田順子
- ロケ協力：美馬市、倉敷市、美馬観光ビューロー、倉敷観光コンベンションビューロー、岡山県フィルムコミッション協議会、氷川丸、江戸東京たてもの園、フィルムサポート島田　ほか
- 資料提供：東京都慰霊協会、軍事郵便保存会、磯野圭作 （株式会社武器屋）
- VFX：マリンポスト
- 操演：タカハシレーシング
- 技術協力：バスク
- 美術協力：KHKアート
- スタジオ：国際放映
- チーフプロデューサー：中川順平
- プロデューサー：阿部真士、黒沢淳、金澤友也
- 制作：テレパック
- 製作著作：テレビ東京、BSテレ東

### 放送日程
- 2018年10月5日 金曜21:00 - 23:24（JST）
  - 21:00の『所さんの学校では教えてくれないそこんトコロ!』と22:00の『たけしのニッポンのミカタ!』は休止、21:54の各局別ミニ番組[注 2]は23:24へ繰り下げ、22:54の各局別ミニ番組[注 3]と23:00の『ワールドビジネスサテライト』は36分繰り下げ。